# NGC 2996
NGC 2996 is een spiraalvormig sterrenstelsel in het sterrenbeeld Waterslang. Het hemelobject werd op 23 maart 1835 ontdekt door de Britse astronoom John Herschel.

## Synoniemen
- ESO 566-12
- MCG -3-25-22
- PGC 28049